# Isländischer Fußballpokal der Männer 1989
Der isländische Fußballpokal 1989 war die 30. Austragung des isländischen Pokalwettbewerbs der Männer. Pokalsieger wurde Fram Reykjavík. Das Team setzte sich im Finale am 29. August 1989 im Laugardalsvöllur von Reykjavík gegen KR Reykjavík durch. Fram qualifizierte sich damit für den Europapokal der Pokalsieger.
Titelverteidiger Valur Reykjavík schied im Viertelfinale gegen den späteren Finalisten KR Reykjavík aus.

## Modus
Die Begegnungen wurden in einem Spiel ausgetragen. In den ersten drei Runden nahmen Vereine ab der zweiten Liga abwärts teil. Die Mannschaften aus der ersten Liga starteten im Achtelfinale. Bei unentschiedenem Ausgang wurde das Spiel zunächst verlängert und gegebenenfalls durch Elfmeterschießen entschieden.

## 1. Runde
| Datum      |                         | Ergebnis              |                       |
| ---------- | ----------------------- | --------------------- | --------------------- |
| 29.05.1989 | ÍF Grótta               | 1:5                   | ÍBV Vestmannaeyja     |
| 30.05.1989 | Leiftur Ólafsfjörður    | 1:0                   | Reynir Árskógsströnd  |
| 30.05.1989 | Ægir þorlákshöfn        | 0:2                   | UMF Njarðvík          |
| 30.05.1989 | UMF Skallagrímur        | 1:2                   | Breiðablik Kópavogur  |
| 30.05.1989 | Leiknir Fáskrúðsfjörður | 2:0                   | UMF Sindri Höfn       |
| 30.05.1989 | Höttur Egilsstaðir      | 3:2                   | Valur Reyðarfjörður   |
| 30.05.1989 | Huginn Seyðisfjörður    | 2:2 n. V. (6:5 i. E.) | UMF Einherji          |
| 30.05.1989 | KS Siglufjarðar         | 5:1                   | UMFS Dalvík           |
| 30.05.1989 | Völsungur Húsavík       | 1:0                   | Magni Grenivík        |
| 30.05.1989 | Ernir Ísafjörður        | 0:1                   | Augnablik Kópavogur   |
| 30.05.1989 | Víðir Garði             | 0:0 n. V. (5:4 i. E.) | Snæfell Stykkishólmur |
| 30.05.1989 | Hafnir Keflavík         | 3:1                   | UMF Afturelding       |
| 31.05.1989 | IK Kópavogur            | 2:1                   | ÍR Reykjavik          |
| 31.05.1989 | Hvöt Blönduós           | 0:7                   | UMF Tindastóll        |
| 31.05.1989 | þróttur Reykjavík       | 2:0                   | Haukar Hafnarfjörður  |
| 01.06.1989 | UMF Grindavík           | 3:1                   | Hamar Hveragerði      |
| 01.06.1989 | Vikverji Reykjavík      | 7:4 n. V.             | Ármann Reykjavík      |
| 01.06.1989 | þróttur Norðfjörður     | 2:0                   | Austri Eskifjörður    |

## 2. Runde
| Datum      |                      | Ergebnis              |                         |
| ---------- | -------------------- | --------------------- | ----------------------- |
| 11.06.1989 | Reynir Sandgerði     | 0:7                   | UMF Stjarnan            |
| 11.06.1989 | Augnablik Kópavogur  | 10:20                 | Hafnir Keflavík         |
| 11.06.1989 | Leiftur Ólafsfjörður | 1:2                   | Völsungur Húsavík       |
| 11.06.1989 | Höttur Egilsstaðir   | 2:4                   | Leiknir Fáskrúðsfjörður |
| 11.06.1989 | Víðir Garði          | 3:1                   | IK Kópavogur            |
| 11.06.1989 | þróttur Reykjavík    | 3:0                   | UMF Njarðvík            |
| 11.06.1989 | ÍBV Vestmannaeyja    | 6:0                   | UMF Stokkseyri          |
| 11.06.1989 | Árvakur Reykjavík    | 0:1                   | Vikverji Reykjavík      |
| 11.06.1989 | UMF Selfoss          | 6:0                   | UMF Víkingur            |
| 11.06.1989 | þróttur Norðfjörður  | 4:4 n. V. (0:3 i. E.) | Huginn Seyðisfjörður    |
| 11.06.1989 | UMF Tindastóll       | 1:0                   | KS Siglufjarðar         |
| 11.06.1989 | UMF Grindavík        | 3:2                   | Breiðablik Kópavogur    |

## 3. Runde
| Datum      |                         | Ergebnis |                      |
| ---------- | ----------------------- | -------- | -------------------- |
| 19.06.1989 | þróttur Reykjavík       | 4:0      | Vikverji Reykjavík   |
| 20.06.1989 | UMF Grindavík           | 0:1      | Víðir Garði          |
| 21.06.1989 | UMF Tindastóll          | 3:2      | Völsungur Húsavík    |
| 21.06.1989 | Augnablik Kópavogur     | 01:13    | ÍBV Vestmannaeyja    |
| 21.06.1989 | UMF Stjarnan            | 0:1      | UMF Selfoss          |
| 21.06.1989 | Leiknir Fáskrúðsfjörður | 0:3      | Huginn Seyðisfjörður |

## Achtelfinale
Teilnehmer: Die sechs Sieger der 3. Runde und die zehn Teams der 1. deild 1989.
| Datum      |                   | Ergebnis              |                      |
| ---------- | ----------------- | --------------------- | -------------------- |
| 04.07.1989 | Valur Reykjavík   | 2:1 n. V.             | Víkingur Reykjavík   |
| 04.07.1989 | þróttur Reykjavík | 5:2 n. V.             | Huginn Seyðisfjörður |
| 04.07.1989 | þór Akureyri      | 0:1 n. V.             | ÍBV Vestmannaeyja    |
| 05.07.1989 | Víðir Garði       | 0:0 n. V. (5:4 i. E.) | UMF Selfoss          |
| 05.07.1989 | UMF Tindastóll    | 2:2 n. V. (1:4 i. E.) | KR Reykjavík         |
| 05.07.1989 | KA Akureyri       | 0:1                   | Fram Reykjavík       |
| 05.07.1989 | FH Hafnarfjörður  | 1:6                   | ÍA Akranes           |
| 05.07.1989 | Fylkir Reykjavík  | 0:2 n. V.             | ÍB Keflavík          |

## Viertelfinale
| Datum      |                   | Ergebnis |                   |
| ---------- | ----------------- | -------- | ----------------- |
| 17.07.1989 | þróttur Reykjavík | 2:3      | ÍB Keflavík       |
| 18.07.1989 | Valur Reykjavík   | 0:1      | KR Reykjavík      |
| 18.07.1989 | ÍA Akranes        | 2:4      | ÍBV Vestmannaeyja |
| 18.07.1989 | Víðir Garði       | 1:2      | Fram Reykjavík    |

## Halbfinale
| Datum      |                   | Ergebnis |                |
| ---------- | ----------------- | -------- | -------------- |
| 09.08.1989 | ÍB Keflavík       | 3:4      | Fram Reykjavík |
| 09.08.1989 | ÍBV Vestmannaeyja | 2:3      | KR Reykjavík   |

## Finale
| Paarung        | Fram Reykjavík – KR Reykjavík |
| Ergebnis       | 3:1 (3:1) |
| Datum          | 27. August 1989 |
| Stadion        | Laugardalsvöllur, Reykjavík |
| Zuschauer      | 4.991 |
| Schiedsrichter | Oli Olsen |
| Tore           | 1:0 Guðmundur Steinsson (10.) 1:1 Guðmundur Baldursson (14.) 2:1 Pétur Ormslev (17.) 3:1 Guðmundur Steinsson (28.) |
| Fram Reykjavík | Birkir Kristinsson, Jon Sveinsson, Kristján Jónsson, Vidar þorkelsson, Kristinn R. Jonsson, Steinn Guðjonsson (75. Steinar Guðgeirsson), Omar Torfason, Pétur ArnÞórsson, Pétur Ormslev, Ragnar Margeirsson, Guðmundur Steinsson (65. Rikhardur Dadason).       |
| KR Reykjavík   | þorfinnur Hjaltason, Gunnar Oddsson, Johann Lapas, þormodur Egilsson, Sigurður Bjorgvinsson, þorsteinn Halldorsson, Gunnar Skulason (75. Willum þor þorsson), Rúnar Kristinsson, Saebjorn Guðmundsson, Bjorn Rafnsson (51. Heimir Guðjonsson), Pétur Pétursson. |